# Bogushella
Bogushella es un género de foraminífero bentónico de la subfamilia Lituotubellinae, de la familia Tournayellidae, de la superfamilia Tournayelloidea, del suborden Fusulinina y del orden Fusulinida. Su especie tipo es Mstinia ziganensis. Su rango cronoestratigráfico abarca el Viseense (Carbonífero inferior).

## Discusión
Algunas clasificaciones más recientes incluyen Bogushella en el suborden Tournayellina, del orden Tournayellida, de la subclase Fusulinana y de la clase Fusulinata.

## Clasificación
Bogushella incluye a la siguiente especie:
- Bogushella ziganensis †